# Kiriakos z Takrit
Kirikaos z Takrit (ur. ? w Takrit, zm. w sierpniu 817 w Mosulu) – w latach 793-817 52. syryjsko-prawosławny Patriarcha Antiochii. 